# Zuo Zongtang
Zuo Zongtang (ur. 15 października 1812 w Wenjialong, prow. Hunan, zm. 5 września 1885 w Fuzhou, prow. Fujian) – chiński polityk i wojskowy, jedna z najważniejszych osobistości schyłkowego okresu Qing; przyczynił się do stłumienia powstań: tajpingów, Nian, muzułmanów w Shaanxi i Gansu, likwidacji państwa Jakuba Bega i rozstrzygnięcia sporu o kotlinę Ili.

## Młodość
Pochodził ze średniozamożnej rodziny gentry z powiatu Xiangyin, na północ od Changsha. W 1832 zdał egzamin drugiego stopnia i uzyskał stopień juren; trzykrotnie nie zdawszy egzaminów na najwyższy stopień jinshi, zrezygnował i nabył niewielką farmę, gdzie eksperymentował z uprawą herbaty i hodowlą jedwabników (w 1845 napisał książkę o uprawie roli); studiował też historię i geografię.

## Powstanie tajpingów
Gdy w 1850 wybuchło powstanie tajpingów, Zuo początkowo nie brał udziału operacjach; w 1852 dołączył do sztabu gubernatora Hunanu jako doradca odpowiedzialny za sprawy militarne. Mimo braku wykształcenia wojskowego, do końca życia miał prowadzić kampanie wojenne.
W 1860, początkowo niechętny mu Zeng Guofan, dał się przekonać i mianował go jednym z głównych podkomendnych. Zuo zebrał oddział 5000 ochotników, z których stworzył tzw. Armię Chu. Zadbawszy o jej wyszkolenie, wyposażenie i morale, wykorzystał tę siłę do oczyszczenia z powstańców Jiangxi i zepchnięcia ich do Zhejiangu. Zdobył ważne miasto Shaoxing, a następnie rozpoczął ofensywę na Fujian i Guangdong. 
W sierpniu 1864, armie Zuo Zongtanga i Zeng Guofana zdobyły stolicę tajpingów, Nankin; cesarz powstańców Hong Xiuquan popełnił samobójstwo, jego syn i następca, Hong Tianguifu, po krótkiej ucieczce został schwytany i stracony - rebelia dobiegła końca. Pozycja Zuo, jako jednego z trzech najważniejszych wodzów (z Zengiem i Li Hongzhangiem) była ugruntowana.
Mianowany najpierw głównodowodzącym w Zhejiangu, w 1862 - gubernatorem, a rok później, po całkowitym wyparciu tajpingów z Fujianu, gubernatorem generalnym Zhejiangu i Fujianu, podjął natychmiast prace nad odbudową zniszczonych terenów, rozwijając rolnictwo, w szczególności uprawę bawełny i produkcję wełny. Jako gubernator Fujianu, z pomocą francuską, Zuo zainicjował budowę w Fuzhou pierwszego nowoczesnego arsenału i stoczni, założył też akademię morską. Choć niezbyt ufał Europejczykom, współpracował z nimi już wcześniej: pod jego komendą znajdowała się przez jakiś czas "Armia Zawsze Triumfująca", oddział wyposażony i zorganizowany na wzór europejski, z głównie francuską kadrą dowódczą (uczestniczyła m.in. w zdobyciu w 1864 Hangzhou).

## Rebelie na północy
W 1866 skierowano go do tłumienia powstania muzułmanów w Shaanxi i Gansu. Zanim dotarł na miejsce, powołano go do walki z rebelią Nian. Zuo nie zgodził się na rozdrobnienie sił, najpierw skoncentrował się na walce z Nian i dopiero po upadku tego powstania w 1868, wyruszył do Shaanxi.
Podczas operacji na północnym zachodzie, Zuo wykazał się wielkimi umiejętnościami organizacyjnymi. W odróżnieniu od poprzedników, nie dążył do szybkich (lecz ostatecznie zawodnych) rozstrzygnięć militarnych, lecz starannie budował bazę logistyczną, gromadził zaopatrzenie i odbudowywał gospodarkę na już odzyskanych terenach. Długotrwałe przygotowania powodowały, że w Pekinie był oskarżany o bierność; jednak jego solidnie przygotowane kampanie, gdy już ruszyły, były szybkie, zdecydowane i skuteczne. Prowadząc oblężenia, był równie metodyczny i, gdy uważał to za konieczne, bezwzględny. Doprowadzał przeciwników do pełnej kapitulacji, a następnie wykorzystywał amnestie, by przeciągnąć jak najwięcej byłych powstańców na swoją stronę; dbał też o to, by mieli możliwość rozpoczęcia nowego życia, jako lojalni obywatele (co nie podobało się lokalnej gentry nastawionej bardzo antymuzułmańsko). W efekcie był wśród Huiów dość popularny.
Zabezpieczywszy wpierw Shaanxi, potem Gansu, Zuo przystąpił do odzyskiwania Xinjiangu, w którym mandżurska struktura władzy wojskowej rozsypała się, gdy w 1864 wybuchły równoczesne rebelie w wielu miastach. Przeciwko tej operacji protestował Li Hongzhang, który chciał umacniać obronę wybrzeży. Zuo przekonał jednak dwór i zaciągnąwszy pożyczki już w 1875 rozpoczął przygotowania do inwazji. 
We wschodnim Xinjiangu Jakub Beg utworzył w 1867 niezależne państwo ze stolicą w Kaszgarze; w 1871 zawarł układ z Rosją, na mocy którego ta zajęła kotlinę Ili. W 1876-7 oddziały Zuo zlikwidowały państwo Jakuba, a ich obecność skłoniła także Rosję do wycofania się, za wysokim odszkodowaniem, z zajętych terenów.
W następstwie długotrwałych walk, populacja Huiów w północno-zachodnich Chinach skurczyła się nawet o 90%; innym następstwem było zastąpienie administracji wojskowej w Xinjiangu regularną administracją cywilną w 1884.

## Późne lata
W uznaniu zasług Zuo Zongtang został w 1874 mianowany Wielkim Sekretarzem Cesarskiego Sekretariatu, a w 1878 - markizem. Z początkiem lat 1880. mianowano go członkiem Rady Cesarskiej, ale dworska polityka mu nie odpowiadała, otrzymał więc stanowisko gubernatora generalnego Liangjiang (tj. Jiangsu, Jiangxi i Anhui) w 1881. Ponownie powołano go do służby w 1884, gdy wybuchła wojna chińsko-francuska. W odróżnieniu od Li Hongzhanga, skłaniającego się ku rozstrzygnięciom dyplomatycznym, Zuo, zwolennik walki, otrzymał czwarte i ostatnie w karierze stanowisko głównodowodzącego - obroną Fujianu. Nie miał jednak szansy zapobiec zniszczeniu floty i arsenału, którego był pomysłodawcą, przez eskadrę francuską pod dowództwem adm. Courbeta. Zmarł wkrótce po podpisaniu zawieszenia broni w Fuzhou.

## Ocena
Zuo Zongtang jest przykładem konfucjańskiego urzędnika, uczciwego i lojalnego wobec cesarza, doskonałego organizatora, dbającego o lud, choć równocześnie bezlitosnego wobec tych, co sprzeciwili się otwarcie władzy dynastii.

Jego kariera jest symptomatyczna dla późnej ery qingowskiej. Słabość dynastii wywoływała konflikty, z którymi nie były sobie w stanie poradzić ani oddziały mandżurskie, ani tradycyjne chińskie. Konieczna była modernizacja kraju i armii, której podejmowali się zazwyczaj przedstawiciele elity konfucjańskiej, lecz spoza kręgów dworskich, w ramach tzw. ruchu samoumocnienia, którego Zuo był jednym z najważniejszych przedstawicieli. Dążąc do umocnienia kraju, rozwijali przemysł i szkolnictwo na wzór zachodni, pozostając jednak wiernymi ideologii konfucjańskiej i bez głębokiej reformy polityczno-społecznej. Stworzona przez nich nowa armia stała się podstawą sił zbrojnych cesarstwa, a jej dowódcy, wywodzący się z chińskiej większości - zdominowali życie polityczne kraju.